# Shearia khakassica
Shearia khakassica är en mångfotingart som beskrevs av Mikhaljova 2000. Shearia khakassica ingår i släktet Shearia och familjen Diplomaragnidae. Inga underarter finns listade i Catalogue of Life.